# Jullov (sång)
Jullov är en svensk julsång för barn, med text och musik av Mats Winqvist (född 1942), som publicerade den 1979 i För små och stora öron. Mats Winqvist var verksam vid Sveriges Radio, precis som hans hustru Iréne Winquist som ledde och producerade det populära barnradioprogrammet Klapp och klang i Sveriges Radio under 1970-talet, där musikerna Ivan Renliden och Olle Åkerfeldt medverkade. Man hade en tradition var att sända programmet varje julaftonsmorgon, och efter några år hade man verkat igenom de vanligaste julsångerna, och något nytt behövdes. Iréne bad då sin make Mats att skriva en ny julsång.
Eftersom det finns flera sommarsånger om själva sommarlovet men ingen julsång om själva jullovet bestämde han sig för att göra en, och resultatet blev sången "Jullov" som anses var svängig och passa "moderna barn". Sången har gjorts i flera inspelningar, bland annat av Mats Winqvist och Iréne Winquist själva. Den spelades 1992 in av Lars Vegas trio .

## Publicerad i
- Barnens svenska sångbok, 1999, under rubriken "Året runt".